# Hiệu suất
Hiệu suất (thường có thể đo được) là khả năng tránh lãng phí vật liệu, năng lượng, nỗ lực, tiền bạc và thời gian để làm một việc gì đó hay tạo ra kết quả mong muốn. Nói chung, đó là khả năng làm tốt một việc mà không có lãng phí. Trong nhiều thuật ngữ toán học và khoa học, nó là thước đo mức độ mà đầu vào cũng được dùng cho một mục đích, nhiệm vụ, chức năng được yêu cầu (đầu ra). Nó thường đặc biệt bao gồm các khả năng của một ứng dụng cụ thể nỗ lực để sản xuất ra một kết quả cụ thể với một số tiền tối thiểu hay số lượng chất thải, chi phí, nỗ lực không cần thiết. Hiệu quả đề cập đến rất khác nhau đầu vào và đầu ra trong lĩnh vực và các ngành công nghiệp khác nhau.
Chúng ta thường nhầm lẫn hiệu suất với hiệu quả. Nói chung, hiệu quả là một khái niệm có thể đo được, được định lượng bằng tỉ số giữa đầu ra hữu ích trên tổng đầu vào. Hiệu quả là một khái niệm đơn giản hơn của khả năng đạt được kết quả mong muốn,có thể mang ý nghĩa định lượng nhưng không có một biểu thức toán học cụ thể. Hiệu quả thường có thể biểu thị bằng phần kết quả phần trăm so với kết quả lý tưởng, ví dụ nếu như không có mất mát năng lượng do ma sát và các nguyên nhân khác thì 100% lượng nhiên liệu sẽ được chuyển hết thành công cơ học chẳng hạn. Không phải lúc nào cũng áp dụng như thế, thậm chí trong trường hợp mà hiệu quả được gán với một giá trị cụ thể, ví dụ như xung lực riêng.
Một cách phân biệt phổ biến nhưng khó hiểu giữa hiệu suất và  hiệu quả là "hiệu suất là làm điều gì đó theo cách đúng đắn, trong khi hiệu quả là làm những điều đúng đắn." Nói một cách gián tiếp, nó nhấn mạnh rằng các lựa chọn của mục tiêu của một quá trình sản xuất cũng quan trọng như chất lượng của quá trình đó. Câu nói này phổ biến trong kinh doanh tuy nhiên nó lại bị che khuất bởi cảm giác "hiệu quả", mà sẽ/nên sinh ra sau khi ghi nhớ: "hiệu suất là làm những điều gì đó đúng cách, hiệu quả là làm đúng việc." Điều này làm rõ rằng hiệu quả, ví dụ trong sản xuất hàng loạt, cũng có thể đạt được thông qua các phương pháp không có hiệu suất nếu như người lao động sẵn sàng hay sử dụng nhiều thời gian hay bỏ công sức nhiều hơn trong các công ty hoặc quốc gia khác, nếu họ có thể bị buộc phải làm vậy. Tương tự, một công ty có thể đạt được hiệu quả, ví dụ trong sản xuất hàng loạt, bằng phương pháp không hiệu quả nếu họ có thể đủ khả năng để sử dụng nhiều năng lượng hơn trong mỗi sản phẩm, ví dụ nếu giá năng lượng hoặc chi phí lao động hoặc cả hai đều thấp hơn so với các đối thủ cạnh tranh.
Ví dụ, người ta có thể đo lường trực tiếp hai đối tượng đang giao tiếp như thế nào: tải nhạc trực tiếp từ máy tính sang thiết bị di động hiệu quả hơn việc sử dụng micrô của thiết bị di động để ghi âm nhạc phát ra từ loa của máy tính.
Hiệu quả thường được đo bằng tỷ số của đầu ra hữu ích trên tổng đầu vào, có thể được biểu diễn bằng công thức toán học r = P/C, trong đó P là lượng đầu ra hữu ích ("sản phẩm") được sản xuất trên một lượng C tài nguyên được tiêu thụ  ("chi phí"). Điều này có thể tương ứng với tỷ lệ phần trăm nếu sản phẩm và hàng tiêu dùng được định lượng trong các đơn vị tương thích và nếu hàng tiêu dùng được chuyển thành sản phẩm thông qua một quy trình bảo thủ. Ví dụ, trong phân tích hiệu suất chuyển đổi năng lượng của động cơ nhiệt trong nhiệt động lực học, sản phẩm P có thể là lượng đầu ra công hữu ích, trong khi C tiêu hao là lượng nhiệt đầu vào cao. Vì năng lượng được bảo toàn, P không bao giờ có thể lớn hơn C, và do đó hiệu suất r không bao giờ lớn hơn 100% (và trên thực tế phải còn ít hơn ở nhiệt độ hữu hạn).

## Trong khoa học và công nghệ

### Trong Vật lý
- Công có ích trên lượng năng lượng, hiệu suất cơ học so với hiệu suất cơ lý tưởng, thường được biểu thị bằng chữ thường Hy Lạp η (Eta)::
  - Hiệu suất điện
  - Hiệu suất chuyển đổi năng lượng
  - Hiệu suất cơ học
  - Hiệu suất nhiệt, tỷ lệ công được thực hiện cho năng lượng nhiệt tiêu thụ
- Sử dụng năng lượng có hiệu suất, mục tiêu tối đa hóa hiệu suất
  - Trong nhiệt động lực học:
    - Hiệu quả chuyển đổi năng lượng, đo lường tổn thất theo định luật II nhiệt động lực học

  - Hiệu suất bức xạ, tỷ số công suất bức xạ với công suất hấp thụ tại các cực của anten
  - Hiệu suất thể tích, trong thiết kế động cơ đốt trong cho RAF
- Tỷ số lực nâng-cản
- Hiệu suất Faraday, điện phân
- Hiệu suất lượng tử, thước đo độ nhạy của thiết bị cảm quang
- Hiệu suất nhiễu xạ ánh sáng, tổng quát hóa phản xạ của gương, mở rộng đến lưới nhiễu xạ

### Trong kinh tế học
- Công nghệ cải tiến năng suất
- Hiệu quả kinh tế, mức độ tránh hao phí hoặc các tính năng không mong muốn khác
- Hiệu suất thị trường, mức độ mà một thị trường nhất định giống với như lý tưởng về một thị trường hiệu quả
  - Hiệu suất Pareto, trạng thái mà làm cho một cá nhân tốt hơn, mà không làm cho bất kỳ cá nhân nào khác tồi tệ hơn
  - Hiệu suất Kaldor-Hicks, một phiên bản kém chặt chẽ hơn của hiệu suất Pareto
  - Hiệu suất phân bổ, phân phối hàng hóa tối ưu
  - Tiền lương hiệu suất, trả công nhân nhiều hơn giá thị trường để tăng năng suất
- Hiệu suất kinh doanh, doanh thu liên quan đến chi phí, v.v.
- Cuộc vận động hiệu suất, của kỷ nguyên tiến bộ (1890–1932), ủng hộ hiệu suất trong nền kinh tế, xã hội và chính phủ

### Trong các ngành khoa học khác
- Trong điện toán:
  - Hiệu suất thuật toán, tối ưu hóa tốc độ và yêu cầu bộ nhớ của chương trình máy tính
  - Hiệu suất lưu trữ, hiệu quả lưu trữ dữ liệu máy tính 
  - Hệ số hiệu suất, trong truyền thông dữ liệu
- Hiệu suất (thống kê), một thước đo về kỳ vọng của người đánh giá
- Hiệu suất vật liệu, so sánh các yêu cầu vật liệu giữa các dự án xây dựng hoặc các quá trình vật chất
- Hiệu suất hành chính, đo tính minh bạch trong các cơ quan công quyền và sự đơn giản của các quy tắc và thủ tục đối với công dân và doanh nghiệp
- Hiệu suất quang hợp